# Forest City (Pensylwania)
Forest City – miasto w Stanach Zjednoczonych, w północno-wschodniej części stanu Pensylwania, w hrabstwie Susquehanna. W 2000 roku, miasto liczyło 1855 mieszkańców.